# Quand le soleil dit bonjour aux montagnes
Quand le soleil dit bonjour aux montagnes (aussi connue sous le nom The French Song) est une traduction faite par Lévis Bouliane en 1959 de la chanson When It's Lamp-Lighting Time in the Valley, elle-même déposée en 1933, avec des paroles et une musique par Joe Lyons, Sam C. Hart and The Vagabonds, Curt Poulton, Herald Goodman, et Dean Upson. 
Une version française a été composée et interprétée en 1945 par les chanteuses country montréalaises Carmen et Annette Richer. La chanson reflète un amour en temps de guerre et le Mont Royal.
Carmen Richer et Annette Emond (née Lecouffe) étaient des sœurs qui chantaient avec le groupe « Carmen Richer et Les Rigolos ». Carmen était connue comme la reine des cow-girls au Canada et Hank Snow, le roi des cowboys.
La version française a été un succès pour la chanteuse franco-manitobaine Lucille Starr en 1964, et a ensuite été reprise par de nombreux artistes dont Renée Martel, Patrick Norman et Carole Laure.
D'après L'Encyclopédie canadienne,  cette chanson s’est vendue à plus de sept millions de copies en 1964-1965.

## Sources
- Radio-Canada. Quand le soleil dit bonjour aux montagnes  ou quand une Franco-Manitobaine séduit le monde. Consulté le 2023-05-01
- L'Encyclopédie canadienne